# Хождение по мукам (телесериал, 1977)
«Хожде́ние по му́кам» — советский многосерийный драматический военно-исторический телевизионный художественный фильм 1977 года, снятый режиссёром Василием Ордынским по одноимённой трилогии советского писателя Алексея Николаевича Толстого.
Фильм произведён киностудией «Мосфильм» по заказу Государственного комитета Совета министров СССР по телевидению и радиовещанию.
Премьера телесериала состоялась 19 октября 1977 года. Показ серий: 19, 20, 22, 23, 24, 25, 27, 29, 30 октября, 3, 4, 5, 6 ноября.

## Сюжет
Телесериал повествует о судьбе двух сестёр Булавиных (Екатерины и Дарьи) и их возлюбленных (инженера, позже командира Красной армии Ивана Телегина и офицера Вадима Рощина) в годы перед Первой мировой войной, во время неё, в годы Великой Октябрьской социалистической революции и Гражданской войны, о неизбежных жестокостях классовой борьбы и столкновением противоположных идей: революционного коммунизма и контрреволюционного белого движения.

## Список серий
- 1-я серия — Сёстры
- 2-я серия — Выбор
- 3-я серия — Война
- 4-я серия — Четверо
- 5-я серия — Разлом
- 6-я серия — Телегин
- 7-я серия — Катя
- 8-я серия — Даша
- 9-я серия — Рощин
- 10-я серия — Полночь
- 11-я серия — Ожидание
- 12-я серия — Зарево
- 13-я серия — Хмурое утро

## В ролях
- Юрий Соломин — Иван Ильич Телегин
- Ирина Алфёрова — Дарья Дмитриевна Булавина-Телегина
- Светлана Пенкина — Екатерина Дмитриевна Булавина-Смоковникова-Рощина
- Михаил Ножкин — Вадим Петрович Рощин
- Вячеслав Езепов — Николай Иванович Смоковников
- Михаил Козаков — Алексей Алексеевич Бессонов
- Анатолий Кацинский — Михаил Иванович, актёр
- Александр Пашутин — Семён Семёнович Говядин
- Инна Гулая — Елизавета Киевна Расторгуева
- Валерий Погорельцев — Александр Иванович Жиров
- Лаймонас Норейка — старик-француз с «грудной жабой»
- Владимир Комратов — полковник
- Георгий Бурков — Сергей Сергеевич Сапожков
- Александр Вокач — англичанин, покупающий стулья
- Юрий Буцко — тапёр в ресторане (эпизод)
- Михаил Калинкин — солдат у костра
- Борис Астанков — штабс-капитан
- Наталья Гурзо — сестра милосердия
- Юрий Дёмин — штабс-капитан
- Алексей Жарков — зевака на митинге
- Виктор Махмутов — господин в ресторане
- Станислав Хитров — посетитель ресторана
- Вадим Яковлев — пассажир трамвая
- Артур Нищенкин — дежурный в совнаркоме
- Игорь Класс — член совнаркома
- Константин Тыртов — мужик
- Евгений Филатов — казачий полковник
- Александр Ширшов — ночной сторож ювелирного магазина «Муравейчик» (в титрах — И. Ширшов)
- Виктор Камаев — Пётр Жиро
- Александр Лазарев — поручик Жадов
- Сергей Никоненко — Семён Красильников
- Вера Комиссарова — дама в трауре
- Николай Ерёменко мл. — Василий Рублёв
- Роман Хомятов — инженер Струков
- Пётр Любешкин — старик Рублёв
- Лев Дуров — подполковник Тётькин
- Анатолий Борисов — старичок в вагоне
- Галикс Колчицкий — гость с портсигаром (8-я серия)
- Юрий Каюров — Владимир Ильич Ленин
- Николай Афанасьев — Дмитрий Степанович Булавин, отец Кати и Даши
- Владимир Гостюхин — Алексей Красильников
- Андрей Юренев — Никанор Юрьевич Куличек (Иван Свищев)
- Татьяна Распутина — Софья Тётькина, жена Тётькина
- Евгений Казаков — генерал Лавр Георгиевич Корнилов
- Николай Горлов — Григорий Ефимович Распутин
- Юрий Цветов — царь Николай II
- Валерий Зотов — Квашин
- Александр Павлов — Гымза
- Александр Чернов — комполка Соколовский
- Михаил Голубович — командарм Иван Лукич Сорокин
- Николай Засухин — Беляков
- Виталий Безруков — Латугин
- Юрий Николаев — моряк Константин Шарыгин
- Светлана Тормахова — Анисья
- Семён Морозов — Михаил Соломин
- Ной Авалиани — Пикколомини
- Александр Савостьянов — Валерьян Оноли
- Лидия Федосеева-Шукшина — Матрёна Красильникова
- Алексей Крыченков — Нестор Иванович Махно
- Вячеслав Говалло — Семён Никитич Каретников
- Евгений Быкадоров — Митрофан
- Т. Садовская — дама
- Василий Цыганков — посетитель ресторана
- Георгий Шаповалов — сопровождающий Распутина
- Владимир Мышкин — солдат
- Вернер Титце[нем.] (ГДР) — ландштурмист
- Георгий Светлани — староста Афанасий Афанасьевич
- Ролан Быков — Кузьма Кузьмич
- Георгий Шахет — человек с булавкой-черепом (Борис Викторович Савинков)
- Сергей Яковлев — Мамонт Викторович Дальский
- Алла Богина — мать Вадима Рощина
- Владимир Акимов — Пётр Рощин, отец Вадима Рощина
- Юрий Горобец — генерал Антон Иванович Деникин
- Георгий Соколов — генерал Сергей Леонидович Марков
- Александр Филиппенко — штабс-капитан Василий Теплов
- Эммануил Левин — ротмистр фон Мекке
- Евгений Лазарев — князь Алексей Николаевич Лобанов-Ростовский
- Валерий Ерёмичев — генерал Иван Павлович Романовский
- Валентин Перкин — генерал Михаил Гордеевич Дроздовский
- Владимир Ферапонтов — генерал Александр Павлович Кутепов
- Константин Григорьев — матрос Чугай
- Владимир Богин — Иван Гора
- Анна Каменкова — Агриппина
- Виктор Волков — Пётр Николаевич Мельшин
- Николай Пеньков — Лев Николаевич Задов
- Зиновий Гердт — Леон Чёрный, анархист
- Готлиб Ронинсон — парикмахер в Екатеринославе
- Любовь Чиркова-Черняева — Маруся
- Николай Сморчков — Мошкин
- Пётр Тимофеев — Семён Михайлович Будённый
- Михаил Владимиров — комиссар Чесноков
- Владимир Козел — генерал Алексей Максимович Каледин
- Игорь Дмитриев — Александр Федорович Керенский
- Борис Клюев — князь Бельский
- Владимир Пицек — боцман
- Геннадий Воропаев
- Станислав Михин — эпизод
- Виктор Борцов — фельдшер на пароходе
- Александр Шворин — мосье Жано
- Виллор Кузнецов — Буров
- Юрий Мочалов — анархист в ресторане
- Владимир Протасенко — адъютант Сорокина
- Владимир Уан-Зо-Ли — игрок на пиле (в 1-й серии) / шпагоглотатель (4-я серия «Четверо»)
- Клавдия Хабарова — секретарь (5-я серия «Разлом»)
- Сергей Приселков — рабочий на митинге (8-я серия «Даша»)
- Валерий Афанасьев — офицер (4-я серия «Четверо») (нет в титрах)
- Василий Ордынский — читает текст / член подпольной организации
- Владимир Удалов — участник совещания у Каледина
- Николай Погодин — матрос
- Геннадий Крашенинников — солдат
- Александр Своротенин — посетитель кафе
- Всеволод Тягушев — посетитель кафе
- Юрий Прокопович — посетитель ресторана
- Георгий Жолудь — господин у Струпе
- Анатолий Меньщиков — молодой анархист
- Борис Беляков — участник совещания у Каледина
- Вера Бахова — зритель в театре